# Ruinas
Ruinas – miejscowość i gmina we Włoszech, w regionie Sardynia, w prowincji Oristano.
Według danych na rok 2004 gminę zamieszkiwało 825 osób, 27,5 os./km². Graniczy z Allai, Asuni, Mogorella, Samugheo, Siamanna, Villa Sant'Antonio i Villaurbana.